# Papillon Soo Soo
Pour les articles homonymes, voir Soo et Papillon (homonymie).
Papillon Soo Soo, née Papillon Soo Lam le 30 novembre 1961, est une actrice et modèle britannique.

## Biographie
Papillon Soo Soo naît en Angleterre le 30 novembre 1961 de parents français et chinois. Elle étudie le droit mais opte pour le mannequinat.
Elle apparait dans le rôle de Pan Ho dans le film James Bond de 1985 Dangereusement vôtre (A View to a Kill).
Elle est connue pour son rôle de la prostituée à Đà Nẵng, qui prononce les célèbres répliques « Hey baby, you got girlfriend Vietnam? Me so horny. » - « Me love you long time » - « Me sucky sucky » (« Hey bébé, tu veux une petite amie Vietnam ? Moi tellement excitée. » et « Moi aime toi un long moment » et « Moi faire des trucs sexuels ») dans le film Full Metal Jacket de Stanley Kubrick de 1987, et qui continuent d'être référencés dans la culture populaire et ont été samplés par le groupe de rap 2 Live Crew et le rappeur Sir Mix-a-Lot dans leurs chansons respectives Me So Horny et Baby Got Back.
En 1992, elle joue le rôle d'une serveuse dans le film Killer Instinct.

## Filmographie partielle
| Année | Titre                                   | Rôle                          | Notes               |
| ----- | --------------------------------------- | ----------------------------- | ------------------- |
| 1985  | Dangereusement vôtre (À View to à Kill) | Pan Ho                        | Début au cinéma     |
| 1987  | Full Metal Jacket                       | Hooker, prostituée de Đà Nẵng |                     |
| 1992  | Killer Instinct                         | serveuse                      | Dernière apparition |